# Musse Pigg-tidningen
Musse Pigg-tidningen var en svensk serietidning som vid starten 1937 var Sveriges första serietidning. Tidningen, som gavs ut av Åhlén & Åkerlund, lades dock ned redan 1938. I tidningen publicerades förutom översättningar de hittills enda svenskproducerade Disneyserierna, samt Kapten Grogg av Victor Bergdahl och Loffe och Tjoffe av "Rit-Ola".

## Historik

### Bakgrund
Tidningen inspirerades av den brittiska motsvarigheten Mickey Mouse Weekly, och en del av Wilfred Haughtons tidningsomslag användes därifrån. Musse Pigg-tidningen innehöll bland annat svensktecknade disneyserier.

### Utgivning och innehåll
Tidningen utkom med åtta nummer under 1937 och 15 nummer under 1938. Riktpris för ett exemplar av nummer 1/38 i nyskick (eller något sämre) är i samlarkretsar cirka 50 000 kronor, och även exemplar i betydligt sämre skick kan kosta tusentals kronor. Ett av den svenska seriebranschens värderingsorgan noterar att bättre skick än FN (Fine) inte finns att uppbringa. I butik kostade ett nytryckt nummer när det begav sig 25 öre styck.
Tidningen var i format motsvarande B4, det vill säga betydligt större än senare tiders standard för svenska serietidningar. Sidantalet var på 20 sidor inklusive omslag. Innehållet bestod förutom tecknade serier även av illustrerade sagoberättelser med eller utan Musse Pigg; en historia av den senare sorten från premiärnumret bar namnet "Filmgänget i sago-landet". Delar av innehållet var i fyrfärg, medan andra serier trycktes i tvåfärg (svart+rött). Medverkande serieskapare i tidningen var bland annat Victor Bergdahl (med Kapten Grogg) och "Rit-Ola" med Loffe och Tjoffe. Andra svenska bidragsgivare var Roland Romell (text), Åke Skiöld (bild), Birger Allernäs och Lars Bylund.
Tidningen inspirerades av den brittiska tidningen Mickey Mouse Weekly och en del av Wilfred Haughtons omslag användes därifrån. Musse Pigg-Tidningen innehöll dock svensktecknade disneyserier, samt helsvenska bidrag som Kapten Grogg och Loffe och Tjoffe. Priset var 25 öre styck.

### Efterhistoria och betydelse
Efter detta tidiga svenska serietidningsförsök kom andra världskriget, en sämre tid för dylika initiativ. Det kom att dröja ett decennium innan den svenska förlagsbranschen etablerade serietidningen som fenomen, via Kalle Anka & C:o, Fantomen, Seriemagasinet med flera.
Kalle Anka hette i denna tidning "Onkel Magnus", vilket bidrog till att Kalle fick heta "Karl Magnus Anka" i den betydligt senare översättningen av Don Rosas släktträd för anksläkten. Namnet "Onkel Magnus" myntades redan 1937, till bilderboken Musses små kusiner. Den fullständiga namnvarianten "Karl Magnus Anka" skapades 1986 av Stefan Diös, i samband med tillverkningen av material till Kalle Ankas 50-årsdag.

## Inslag i tidningen
- Musse Pigg
- "Med Blå Pilen genom jorden"
- "Lilla Gullan"
- Kapten Grogg
- "Ekenkisarna Loffe och Tjoffe"
- "Saturnus kontra Jorden"